# Европско првенство у фудбалу 2016.
Европско првенство у фудбалу 2016. је било 15. по реду европско фудбалско првенство, које је одржано од 10. јуна до 10. јула 2016. године у Француској.
Ово је било прво првенство на коме су учествовале 24 репрезентације, за разлику од претходних пет првенстава када је учествовало 16 националних селекција.
Португал је по први пут освојио првенство, победивши у финалу са 1:0, након продужетака, домаћина Француску. Освајањем првенства Португал се квалификовао за Куп конфедерација у фудбалу 2017. године.

## Избор домаћина
До 9. марта 2009. године, када је истекао рок за кандидатуру, стигле су 4 понуде; то су биле понуде Француске, Италије, Турске и заједничка кандидатура Норвешке и Шведске. Норвешка и Шведска су повукле своју кандидатуру у децембру 2009. године.
Домаћин је изабран 28. маја 2010. године.
Резултати гласања
| Држава    | Круг       | Круг         |
| Држава    | 1. (поени) | 2. (гласови) |
| --------- | ---------- | ------------ |
| Француска | 43         | 7            |
| Турска    | 38         | 6            |
| Италија   | 23         | –            |
| Укупно    | 104        | 13           |

## Стадиони
Европско првенство 2016. је играно на 10 стадиона, који се налазе у 10 градова широм Француске.
| Сен Дени                       | Марсељ | Лион                             | Лил                              |
| ------------------------------ | --- | -------------------------------- | -------------------------------- |
| Стад де Франс                  | Стадион Велодром                                                                                             | Парк Олимпик Лион                | Стадион Пјер Мороа               |
| Капацитет: 81.338              | Капацитет: 67.500 (Надоградња)                                                                               | Капацитет: 58.215 (Нови стадион) | Капацитет: 50.186 (Нови стадион) |
|                                | |                                  |                                  |
|                                | Сен ДениПаризЛенсЛионБордоЛилСент ЕтјенТулузаМарсељНицаЕвропско првенство у фудбалу 2016. на карти Француске |                                  |                                  |
| Париз                          | Бордо |                                  |                                  |
| Парк принчева                  | Стадион Бордо Атлантик                                                                                       |                                  |                                  |
| Капацитет: 47.000 (Надоградња) | Капацитет: 42.052 (Нови стадион)                                                                             |                                  |                                  |
|                                | |                                  |                                  |
|                                | |                                  |                                  |
|                                | |                                  |                                  |
| Сент Етјен                     | Ница | Ленс                             | Тулуза                           |
| Стадион Жофруа Гишар           | Алианц ривијера                                                                                              | Стадион Феликс Болар             | Стадион Мунисипал                |
| Капацитет: 41.965 (Надоградња) | Капацитет: 35.624 (Нови стадион)                                                                             | Капацитет: 38.223 (Надоградња)   | Капацитет: 33.300 (Надоградња)   |
|                                | |                                  |                                  |

## Квалификације
Жреб за квалификације одржан је у Ници, 23. фебруара 2014. године. Квалификацијске утакмице почеле су у септембру 2014. године. Проширењем броја места, трећепласиране земље добиле су пуно веће шансе да учествују на првенству.
Укупно 53 репрезентације су се бориле за финална 23 места, чиме је комплетан списак учесника на првенству, заједно са Француском, која се аутоматски квалификовала као домаћин. Шешири за жреб су формирани на основу Уефиних коефицијената, а првак Еура 2012 — Шпанија и домаћин Француска — аутоматски су били носиоци група.
У квалификацијама, 53 репрезентације су распоређене у 8 група са по 6 репрезентација и 1 група од 5 репрезентација. Победници група, другопласирани, као и најбоља трећепласирана репрезентација (резултати против шестопласиране репрезентације се неће рачунати), директно су се квалификовале на Еуро 2016. Осам осталих трећепласираних репрезентација се борило у баражу, за преостала четири места која су водила на првенство.
Мишел Платини је у септембру 2011. године предложио да се квалификациони формат састоји из две групне фазе, али тај предлог чланице Уефе нису усвојиле.

### Квалификоване репрезентације
13 од 16 репрезентација (укључујући Француску) које су се квалификовале за првенство 2012. године, квалификовале су се и за првенство 2016. године.
Репрезентације Румуније, Турске, Аустрије и Швајцарске су се квалификовале након што су прескочиле првенство 2012. године, с тим да је Аустрији је ово било друго учешће, након што је била  један од домаћина 2008. године. Након дугог одсуства, Белгија се квалификовала по први пут после 2000. године, када је била један од домаћина првенства, а Мађарска по први пут после 1972. године, а ово им је био први наступ на великом такмичењу још од Светског првенства 1986. године.
Пет репрезентација је наступило по први пут на Европском првенству: Исланд, Албанија, Велс, Словачка и Северна Ирска. Северна Ирска, Словачка и Велс су већ играли на Светском првенству, док је за Исланд и Албанију ово било прво велико такмичење. Аустрији и Украјини ово је било прво учешће изборено кроз квалификације (претходно су учествовали као домаћини 2008. односно 2012.)
Шкотска је била једина репрезентација са Британских острва која се није квалификовала за првенство. Шампиони из 2004. године, Грчка није се квалификовала за првенство. пошто је завршила квалификације на последњем месту у својој групи. Још два освајача првенства се такође нису квалификовала: Холандија која је била првак 1988. и Данска 1992. године. Холандија по први пут после 1984. није наступила на Европском првенству, а први пут после Светског првенства 2002. године пропустила је велико такмичење.
| Репрезентација | Квалификована као      | Датум квалификације | Преглед учешћа на турнирима1, 2                                            |
| -------------- | ---------------------- | ------------------- | -------------------------------------------------------------------------- |
| Француска      | Домаћин                | 28. мај 2010.       | 8 (1960, 1984, 1992, 1996, 2000, 2004, 2008, 2012)                         |
| Енглеска       | Победник групе Е       | 5. септембар 2015.  | 8 (1968, 1980, 1988, 1992, 1996, 2000, 2004, 2012)                         |
| Чешка          | Победник групе А       | 6. септембар 2015.  | 8 (19603, 19763, 19803, 1996, 2000, 2004, 2008, 2012)                      |
| Исланд         | Другопласирани групе А | 6. септембар 2015.  | 0 (дебитант)                                                               |
| Аустрија       | Победник групе Г       | 8. септембар 2015.  | 1 (2008)                                                                   |
| Северна Ирска  | Победник групе Ф       | 8. октобар 2015.    | 0 (дебитант)                                                               |
| Португал       | Победник групе И       | 8. октобар 2015.    | 6 (1984, 1996, 2000, 2004, 2008, 2012)                                     |
| Шпанија        | Победник групе Ц       | 9. октобар 2015.    | 9 (1964, 1980, 1984, 1988, 1996, 2000, 2004, 2008, 2012)                   |
| Швајцарска     | Другопласирани групе Е | 9. октобар 2015.    | 3 (1996, 2004, 2008)                                                       |
| Италија        | Победник групе Х       | 10. октобар 2015.   | 8 (1968, 1980, 1988, 1996, 2000, 2004, 2008, 2012)                         |
| Белгија        | Победник групе Б       | 10. октобар 2015.   | 4 (1972, 1980, 1984, 2000)                                                 |
| Велс           | Другопласирани групе Б | 10. октобар 2015.   | 0 (дебитант)                                                               |
| Румунија       | Другопласирани групе Ф | 11. октобар 2015.   | 4 (1984, 1996, 2000, 2008)                                                 |
| Албанија       | Другопласирани групе И | 11. октобар 2015.   | 0 (дебитант)                                                               |
| Немачка        | Победник групе Д       | 11. октобар 2015.   | 11 (19724, 19764, 19804, 19844, 19884, 1992, 1996, 2000, 2004, 2008, 2012) |
| Пољска         | Другопласирани групе Д | 11. октобар 2015.   | 2 (2008, 2012)                                                             |
| Русија         | Другопласирани групе Г | 12. октобар 2015.   | 10 (19605, 19645, 19685, 19725, 19885, 19926, 1996, 2004, 2008, 2012)      |
| Словачка       | Другопласирани групе Ц | 12. октобар 2015.   | 0 (дебитант)                                                               |
| Хрватска       | Другопласирани групе Х | 13. октобар 2015.   | 4 (1996, 2004, 2008, 2012)                                                 |
| Турска         | Најбољи трећепласирани | 13. октобар 2015.   | 3 (1996, 2000, 2008)                                                       |
| Мађарска       | Победник у баражу      | 15. новембар 2015.  | 2 (1964, 1972)                                                             |
| Ирска          | Победник у баражу      | 16. новембар 2015.  | 2 (1988, 2012)                                                             |
| Украјина       | Победник у баражу      | 17. новембар 2015.  | 1 (2012)                                                                   |
| Шведска        | Победник у баражу      | 17. новембар 2015.  | 5 (1992, 2000, 2004, 2008, 2012)                                           |

 Напомене:
1 Подебљана година означава првака у тој години
2 Коса година означава домаћина у тој години
3 као Чехословачка,
4 као Западна Немачка,
5 као Совјетски Савез,
6 као Заједница независних држава.

### Жреб
Жреб се одржао у Конгресној дворани у Паризу, 12. децембра 2015. године. 24 репрезентације које су се квалификовале за првенство, распоређене су у 4 шешира по 6 репрезентација.
| Шешир 1                                                                         | Шешир 2                                                          | Шешир 3                                                     | Шешир 4                                                     |
| ------------------------------------------------------------------------------- | ---------------------------------------------------------------- | ----------------------------------------------------------- | ----------------------------------------------------------- |
| - Француска (смештена у А1) - Шпанија - Немачка - Енглеска - Португал - Белгија | - Италија - Русија - Швајцарска - Аустрија - Хрватска - Украјина | - Чешка - Шведска - Пољска - Румунија - Словачка - Мађарска | - Турска - Ирска - Исланд - Велс - Албанија - Северна Ирска |

## Формат такмичења
Пошто је повећан број учесника са 16 на 24, дошло је и до промена у формату такмичења у односу на Еуро 2012; додане су две групе у првом кругу и додатни круг у завршној фази такмичења. У групној фази је било 6 група по 4 репрезентације и из сваке групе прве две репрезентације су ишле даље у завршни круг. У новом формату, још 4 најбоље трећепласиране репрезентације су се квалификовале у завршну фазу такмичења односно осмину финала. Овакав формат такмичења је коришћен на Светском првенству 1994. године.
Овакав формат такмичења предвиђао је одигравање 51 утакмице, у периоду од 31 дана, за разлику од претходног првенства на коме је одиграна укупно 31 утакмица.

## Групе
Уефа је објавила распоред утакмица 25. априла 2014. године.
Победник групе, другопласирани и 4 најбоље трећепласиране репрезентације су ишле у осмину финала.

## Такмичење по групама
| Група А Група Б Група Ц | Група Д Група Е Група Ф |

### Група А
|    | Табела групе А | И | Д | Н | И | ДГ | ПГ | ГР | Бод. |
| -- | -------------- | - | - | - | - | -- | -- | -- | ---- |
| 1. | Француска      | 3 | 2 | 1 | 0 | 4  | 1  | +3 | 7    |
| 2. | Швајцарска     | 3 | 1 | 2 | 0 | 2  | 1  | +1 | 5    |
| 3. | Албанија       | 3 | 1 | 0 | 2 | 1  | 3  | -2 | 3    |
| 4. | Румунија       | 3 | 0 | 1 | 2 | 2  | 4  | -2 | 1    |

| Француска           | 2:1    | Румунија          |
| ------------------- | ------ | ----------------- |
| Жиру 57’ · Паје 89’ | Детаљи | Станку 65’ (пен.) |

| Албанија | 0:1    | Швајцарска |
| -------- | ------ | ---------- |
|          | Детаљи | Шер 5’     |

| Румунија          | 1:1    | Швајцарска  |
| ----------------- | ------ | ----------- |
| Станку 18’ (пен.) | Детаљи | Мехмеди 57’ |

| Француска                | 2:0    | Албанија |
| ------------------------ | ------ | -------- |
| Гризман 90’ · Паје 90+6’ | Детаљи |          |

| Румунија | 0:1    | Албанија   |
| -------- | ------ | ---------- |
|          | Детаљи | Садику 43’ |

| Швајцарска | 0:0    | Француска |
| ---------- | ------ | --------- |
|            | Детаљи |           |

### Група Б
|    | Табела групе Б | И | Д | Н | И | ДГ | ПГ | ГР | Бод. |
| -- | -------------- | - | - | - | - | -- | -- | -- | ---- |
| 1. | Велс           | 3 | 2 | 0 | 1 | 6  | 3  | +3 | 6    |
| 2. | Енглеска       | 3 | 1 | 2 | 0 | 3  | 2  | 1  | 5    |
| 3. | Словачка       | 3 | 1 | 1 | 1 | 3  | 3  | 0  | 4    |
| 4. | Русија         | 3 | 0 | 1 | 2 | 2  | 6  | -4 | 1    |

| Велс                       | 2:1    | Словачка |
| -------------------------- | ------ | -------- |
| Бејл 10’ · Робсон-Кану 81’ | Детаљи | Дуда 61’ |

| Енглеска  | 1:1    | Русија          |
| --------- | ------ | --------------- |
| Дајер 73’ | Детаљи | Березуцки 90+2’ |

| Русија       | 1:2    | Словачка              |
| ------------ | ------ | --------------------- |
| Глушаков 80’ | Детаљи | Вајс 32’ · Хамшик 45’ |

| Енглеска                 | 2:1    | Велс     |
| ------------------------ | ------ | -------- |
| Варди 56’ · Стариџ 90+2’ | Детаљи | Бејл 42’ |

| Русија | 0:3    | Велс                                   |
| ------ | ------ | -------------------------------------- |
|        | Детаљи | Ремзи 11’ · Нејл Тејлор 20’ · Бејл 67’ |

| Словачка | 0:0    | Енглеска |
| -------- | ------ | -------- |
|          | Детаљи |          |

### Група Ц
|    | Табела групе Ц | И | Д | Н | И | ДГ | ПГ | ГР | Бод. |
| -- | -------------- | - | - | - | - | -- | -- | -- | ---- |
| 1. | Немачка        | 3 | 2 | 1 | 0 | 3  | 0  | +3 | 7    |
| 2. | Пољска         | 3 | 2 | 1 | 0 | 2  | 0  | +2 | 7    |
| 3. | Северна Ирска  | 3 | 1 | 0 | 2 | 2  | 2  | 0  | 3    |
| 4. | Украјина       | 3 | 0 | 0 | 3 | 0  | 5  | -5 | 0    |

| Пољска    | 1:0    | Северна Ирска |
| --------- | ------ | ------------- |
| Милик 51’ | Детаљи |               |

| Немачка                          | 2:0    | Украјина |
| -------------------------------- | ------ | -------- |
| Мустафи 19’ · Швајнштајгер 90+2’ | Детаљи |          |

| Украјина | 0:2    | Северна Ирска             |
| -------- | ------ | ------------------------- |
|          | Детаљи | Маколи 49’ · Макгин 90+6’ |

| Немачка | 0ː0    | Пољска |
| ------- | ------ | ------ |
|         | Детаљи |        |

| Украјина | 0:1    | Пољска           |
| -------- | ------ | ---------------- |
|          | Детаљи | Блашчиковски 54’ |

| Северна Ирска | 0:1    | Немачка   |
| ------------- | ------ | --------- |
|               | Детаљи | Гомез 30’ |

### Група Д
|    | Табела групе Д | И | Д | Н | И | ДГ | ПГ | ГР | Бод. |
| -- | -------------- | - | - | - | - | -- | -- | -- | ---- |
| 1. | Хрватска       | 3 | 2 | 1 | 0 | 5  | 3  | +2 | 7    |
| 2. | Шпанија        | 3 | 2 | 0 | 1 | 5  | 2  | +3 | 6    |
| 3. | Турска         | 3 | 1 | 0 | 2 | 2  | 4  | -2 | 3    |
| 4. | Чешка          | 3 | 0 | 1 | 2 | 2  | 5  | -1 | 1    |

| Турска | 0:1    | Хрватска   |
| ------ | ------ | ---------- |
|        | Детаљи | Модрић 41’ |

| Шпанија  | 1:0    | Чешка |
| -------- | ------ | ----- |
| Пике 87’ | Детаљи |       |

| Чешка                        | 2:2    | Хрватска                  |
| ---------------------------- | ------ | ------------------------- |
| Шкода 76’ · Нецид 89’ (пен.) | Детаљи | Перишић 37’ · Ракитић 59’ |

| Шпанија                      | 3:0    | Турска |
| ---------------------------- | ------ | ------ |
| Мората 34’, 48’ · Нолито 37’ | Детаљи |        |

| Чешка | 0:2    | Турска                 |
| ----- | ------ | ---------------------- |
|       | Детаљи | Јилмаз 10’ · Туфан 65’ |

| Хрватска                  | 2:1    | Шпанија   |
| ------------------------- | ------ | --------- |
| Калинић 45’ · Перишић 87’ | Детаљи | Мората 7’ |

### Група Е
|    | Табела групе Е | И | Д | Н | И | ДГ | ПГ | ГР | Бод. |
| -- | -------------- | - | - | - | - | -- | -- | -- | ---- |
| 1. | Италија        | 3 | 2 | 0 | 1 | 3  | 1  | +2 | 6    |
| 2. | Белгија        | 3 | 2 | 0 | 1 | 4  | 2  | +2 | 6    |
| 3. | Ирска          | 3 | 1 | 1 | 1 | 2  | 4  | -2 | 4    |
| 4. | Шведска        | 3 | 0 | 1 | 2 | 1  | 3  | -2 | 1    |

| Ирска       | 1:1    | Шведска         |
| ----------- | ------ | --------------- |
| Хулахан 48’ | Детаљи | Кларк 71’ (аг.) |

| Белгија | 0:2    | Италија                   |
| ------- | ------ | ------------------------- |
|         | Детаљи | Ђакерини 32’ · Пеле 90+3’ |

| Италија  | 1:0    | Шведска |
| -------- | ------ | ------- |
| Едер 88’ | Детаљи |         |

| Белгија                      | 3:0    | Ирска |
| ---------------------------- | ------ | ----- |
| Лукаку 48’, 70’ · Витсел 61’ | Детаљи |       |

| Италија | 0:1    | Ирска     |
| ------- | ------ | --------- |
|         | Детаљи | Бреди 85’ |

| Шведска | 0:1    | Белгија       |
| ------- | ------ | ------------- |
|         | Детаљи | Наинголан 84’ |

### Група Ф
|    | Табела групе Ф | И | Д | Н | И | ДГ | ПГ | ГР | Бод. |
| -- | -------------- | - | - | - | - | -- | -- | -- | ---- |
| 1. | Мађарска       | 3 | 1 | 2 | 0 | 6  | 4  | +2 | 5    |
| 2. | Исланд         | 3 | 1 | 2 | 0 | 4  | 3  | +1 | 5    |
| 3. | Португал       | 3 | 0 | 3 | 0 | 4  | 4  | 0  | 3    |
| 4. | Аустрија       | 3 | 0 | 1 | 2 | 1  | 4  | -3 | 1    |

| Аустрија | 0:2    | Мађарска               |
| -------- | ------ | ---------------------- |
|          | Детаљи | Салаи 62’ · Стибер 87’ |

| Португал | 1:1    | Исланд        |
| -------- | ------ | ------------- |
| Нани 31’ | Детаљи | Бјарнасон 50’ |

| Исланд               | 1:1    | Мађарска          |
| -------------------- | ------ | ----------------- |
| Сигурдсон 40’ (пен.) | Детаљи | Севарон 88’ (аг.) |

| Португал | 0:0    | Аустрија |
| -------- | ------ | -------- |
|          | Детаљи |          |

| Исланд                           | 2:1    | Аустрија |
| -------------------------------- | ------ | -------- |
| Бодварсон 18’ · Траустасон 90+4’ | Детаљи | Шеф 60’  |

| Мађарска                  | 3:3    | Португал                    |
| ------------------------- | ------ | --------------------------- |
| Гера 19’ · Џуџак 47’, 55’ | Детаљи | Нани 42’ · Роналдо 50’, 62’ |

### Поредак трећепласираних
|    | Гр. | Репрезентација | И | Д | Н | И | ДГ | ПГ | ГР | Бод. |
| -- | --- | -------------- | - | - | - | - | -- | -- | -- | ---- |
| 1. | Б   | Словачка       | 3 | 1 | 1 | 1 | 3  | 3  | 0  | 4    |
| 2. | Е   | Ирска          | 3 | 1 | 1 | 1 | 2  | 4  | -2 | 4    |
| 3. | Ф   | Португал       | 3 | 0 | 3 | 0 | 4  | 4  | 0  | 3    |
| 4. | Ц   | Северна Ирска  | 3 | 1 | 0 | 2 | 2  | 2  | 0  | 3    |
| 5. | Д   | Турска         | 3 | 1 | 0 | 2 | 2  | 4  | -2 | 3    |
| 6. | A   | Албанија       | 3 | 1 | 0 | 2 | 1  | 3  | -2 | 3    |

## Елиминациона фаза
|  | Осмина финала        | Осмина финала     |                    |       | Четвртфинале | Четвртфинале |  |  | Полуфинале | Полуфинале |  |  | Финале | Финале |
|  |                      |                   |                    |       |              |              |  |  |            |            |  |  |        |        |
|  | 25. јун – Сент Етјен |                   |                    |       |              |              |  |  |            |            |  |  |        |        |
|  |                      |                   |                    |       |              |              |  |  |            |            |  |  |        |        |
|  | Швајцарска           | 1 (4)             |                    |       |              |              |  |  |            |            |  |  |        |        |
|  | Швајцарска           | 1 (4)             | 30. јун – Марсељ   |       |              |              |  |  |            |            |  |  |        |        |
|  | Пољска (пен.)        | 1 (5)             |                    |       |              |              |  |  |            |            |  |  |        |        |
|  | Пољска (пен.)        | 1 (5)             | Пољска             | 1 (3) |              |              |  |  |            |            |  |  |        |        |
|  | 25. јун – Ленс       |                   | Пољска             | 1 (3) |              |              |  |  |            |            |  |  |        |        |
|  |                      | Португал (пен.)   | 1 (5)              |       |              |              |  |  |            |            |  |  |        |        |
|  | Хрватска             | Португал (пен.)   | 1 (5)              | 0     |              |              |  |  |            |            |  |  |        |        |
|  | Хрватска             |                   | 6. јул – Лион      | 0     |              |              |  |  |            |            |  |  |        |        |
|  | Португал (прод.)     | 1                 |                    |       |              |              |  |  |            |            |  |  |        |        |
|  | Португал (прод.)     | 1                 | Португал           | 2     |              |              |  |  |            |            |  |  |        |        |
|  | 25. јун – Париз      |                   | Португал           | 2     |              |              |  |  |            |            |  |  |        |        |
|  |                      | Велс              | 0                  |       |              |              |  |  |            |            |  |  |        |        |
|  | Велс                 | Велс              | 0                  | 1     |              |              |  |  |            |            |  |  |        |        |
|  | Велс                 | 1. јул – Лил      |                    | 1     |              |              |  |  |            |            |  |  |        |        |
|  | Северна Ирска        | 0                 |                    |       |              |              |  |  |            |            |  |  |        |        |
|  | Северна Ирска        | 0                 | Велс               | 3     |              |              |  |  |            |            |  |  |        |        |
|  | 26. јун – Тулуза     |                   | Велс               | 3     |              |              |  |  |            |            |  |  |        |        |
|  |                      | Белгија           | 1                  |       |              |              |  |  |            |            |  |  |        |        |
|  | Мађарска             | Белгија           | 1                  | 0     |              |              |  |  |            |            |  |  |        |        |
|  | Мађарска             |                   | 10. јул – Сен Дени | 0     |              |              |  |  |            |            |  |  |        |        |
|  | Белгија              | 4                 |                    |       |              |              |  |  |            |            |  |  |        |        |
|  | Белгија              | 4                 | Португал (прод.)   | 1     |              |              |  |  |            |            |  |  |        |        |
|  | 26. јун – Лил        |                   | Португал (прод.)   | 1     |              |              |  |  |            |            |  |  |        |        |
|  |                      | Француска         | 0                  |       |              |              |  |  |            |            |  |  |        |        |
|  | Немачка              | Француска         | 0                  | 3     |              |              |  |  |            |            |  |  |        |        |
|  | Немачка              | 2. јул – Бордо    |                    | 3     |              |              |  |  |            |            |  |  |        |        |
|  | Словачка             | 0                 |                    |       |              |              |  |  |            |            |  |  |        |        |
|  | Словачка             | 0                 | Немачка (пен.)     | 1 (6) |              |              |  |  |            |            |  |  |        |        |
|  | 27. јун – Сен Дени   |                   | Немачка (пен.)     | 1 (6) |              |              |  |  |            |            |  |  |        |        |
|  |                      | Италија           | 1 (5)              |       |              |              |  |  |            |            |  |  |        |        |
|  | Италија              | Италија           | 1 (5)              | 2     |              |              |  |  |            |            |  |  |        |        |
|  | Италија              |                   | 7. јул – Марсељ    | 2     |              |              |  |  |            |            |  |  |        |        |
|  | Шпанија              | 0                 |                    |       |              |              |  |  |            |            |  |  |        |        |
|  | Шпанија              | 0                 | Немачка            | 0     |              |              |  |  |            |            |  |  |        |        |
|  | 26. јун – Лион       |                   | Немачка            | 0     |              |              |  |  |            |            |  |  |        |        |
|  |                      | Француска         | 2                  |       |              |              |  |  |            |            |  |  |        |        |
|  | Француска            | Француска         | 2                  | 2     |              |              |  |  |            |            |  |  |        |        |
|  | Француска            | 3. јул – Сен Дени |                    | 2     |              |              |  |  |            |            |  |  |        |        |
|  | Ирска                | 1                 |                    |       |              |              |  |  |            |            |  |  |        |        |
|  | Ирска                | 1                 | Француска          | 5     |              |              |  |  |            |            |  |  |        |        |
|  | 27. јун – Ница       |                   | Француска          | 5     |              |              |  |  |            |            |  |  |        |        |
|  |                      | Исланд            | 2                  |       |              |              |  |  |            |            |  |  |        |        |
|  | Енглеска             | Исланд            | 2                  | 1     |              |              |  |  |            |            |  |  |        |        |
|  | Енглеска             |                   |                    | 1     |              |              |  |  |            |            |  |  |        |        |
|  | Исланд               | 2                 |                    |       |              |              |  |  |            |            |  |  |        |        |
|  | Исланд               | 2                 |                    |       |              |              |  |  |            |            |  |  |        |        |

### Осмина финала
| Швајцарска                                  | 1:1 (прод.) | Пољска                                                |
| ------------------------------------------- | ----------- | ----------------------------------------------------- |
| Шаћири 82’                                  | Детаљи      | Блашчиковски 39’                                      |
| Пенали                                      |             |                                                       |
| Лихштајнер · Џака · Шаћири · Шер · Родригез | 4:5         | Левандовски · Милик · Глик · Блашчиковски · Криговјак |

| Велс             | 1:0    | Северна Ирска |
| ---------------- | ------ | ------------- |
| Маколи 75’ (аг.) | Детаљи |               |

| Хрватска | 0:1 (прод.) | Португал      |
| -------- | ----------- | ------------- |
|          | Детаљи      | Кварежма 117’ |

| Француска        | 2:1    | Ирска           |
| ---------------- | ------ | --------------- |
| Гризман 58’, 61’ | Детаљи | Бреди 2’ (пен.) |

| Немачка                               | 3:0    | Словачка |
| ------------------------------------- | ------ | -------- |
| Боатенг 8’ · Гомез 43’ · Дракслер 63’ | Детаљи |          |

| Мађарска | 0:4    | Белгија                                                    |
| -------- | ------ | ---------------------------------------------------------- |
|          | Детаљи | Алдервајрелд 10’ · Батшуаји 78’ · Азар 80’ · Караско 90+1’ |

| Италија                  | 2:0    | Шпанија |
| ------------------------ | ------ | ------- |
| Кјелини 33’ · Пеле 90+1’ | Детаљи |         |

| Енглеска       | 1:2    | Исланд                        |
| -------------- | ------ | ----------------------------- |
| Руни 4’ (пен.) | Детаљи | Сигурдсон 6’ · Сигтоурсон 18’ |

### Четвртфинале
| Пољска                                    | 1:1 (прод.) | Португал                                    |
| ----------------------------------------- | ----------- | ------------------------------------------- |
| Левандовски 2’                            | Детаљи      | Саншес 33’                                  |
| Пенали                                    |             |                                             |
| Левандовски · Милик · Глик · Блашчиковски | 3:5         | Роналдо · Саншес · Мутињо · Нани · Кварежма |

| Велс                                       | 3:1    | Белгија       |
| ------------------------------------------ | ------ | ------------- |
| Вилијамс 31’ · Робсон-Кану 55’ · Воукс 86’ | Детаљи | Наинголан 13’ |

| Немачка                                                                           | 1:1 (прод.) | Италија                                                                          |
| --------------------------------------------------------------------------------- | ----------- | -------------------------------------------------------------------------------- |
| Озил 65’                                                                          | Детаљи      | Бонучи 78’ (пен.)                                                                |
| Пенали                                                                            |             |                                                                                  |
| Крос · Милер · Озил · Дракслер · Швајнштајгер · Хумелс · Кимих · Боатенг · Хектор | 6:5         | Инсиње · Заза · Барзаљи · Пеле · Бонучи · Ђакерини · Пароло · де Шиљо · Дармијан |

| Француска                                          | 5:2    | Исланд                         |
| -------------------------------------------------- | ------ | ------------------------------ |
| Жиру 12’, 59’ · Погба 20’ · Паје 43’ · Гризман 45’ | Детаљи | Сигтоурсон 56’ · Бјарнасон 84’ |

### Полуфинале
| Португал               | 2:0    | Велс |
| ---------------------- | ------ | ---- |
| Роналдо 50’ · Нани 53’ | Детаљи |      |

| Немачка | 0:2    | Француска                 |
| ------- | ------ | ------------------------- |
|         | Детаљи | Гризман 45+2’ (пен.), 72’ |

### Финале
| Португал  | 1:0 (прод.) | Француска |
| --------- | ----------- | --------- |
| Едер 109’ | Детаљи      |           |

| Победник Европског првенства у фудбалу 2016. |
| Португалија Прва титула                      |

## Статистике

### Најбољи стрелци
6 голова
- Антоан Гризман

3 гола
| - Гарет Бејл - Кристијано Роналдо | - Нани - Димитри Паје | - Оливије Жиру - Алваро Мората |

2 гола
| - Рађа Наинголан - Ромелу Лукаку - Хал Робсон-Кану - Биркир Бјарнасон | - Колбејн Сигтоурсон - Грацијано Пеле - Балаж Џуџак - Марио Гомез | - Јакуб Блашчиковски - Роби Бреди - Богдан Станку - Иван Перишић |

1 гол
| - Армандо Садику - Алесандро Шеф - Аксел Витсел - Едан Азар - Јаник Караско - Миши Батшуаји - Тоби Алдервајрелд - Арон Ремзи - Ешли Вилијамс - Нејл Тејлор - Сем Воукс - Вејн Руни - Ерик Дајер - Данијел Стариџ - Џејми Варди - Арнор Ингви Траустасон - Гилфи Сигурдсон - Јон Дади Бодварсон - Рагнар Сигурдсон | - Ђорђо Кјелини - Едер - Емануеле Ђакерини - Леонардо Бонучи - Адам Салаи - Золтан Гера - Золтан Стибер - Бастијан Швајнштајгер - Јулијан Дракслер - Месут Озил - Џером Боатенг - Шкодран Мустафи - Аркадјуш Милик - Роберт Левандовски - Едер - Ренато Саншес - Рикардо Кварежма - Вес Хулахан - Васили Березуцки | - Денис Глушаков - Гарет Маколи - Нијал Макгин - Владимир Вајс - Марек Хамшик - Ондреј Дуда - Бурак Јилмаз - Озан Туфан - Пол Погба - Иван Ракитић - Лука Модрић - Никола Калинић - Милан Шкода - Томаш Нецид - Адмир Мехмеди - Фабијан Шер - Џердан Шаћири - Жерард Пике - Нолито |

Аутогол
- Биркир Мар Севарсон (против Мађарске)
- Киран Кларк (против Шведске)
- Гарет Маколи (против Велса)

### Награде

#### Најбољи тим
Техничка комисија УЕФЕ је одабрала 11 најбољих играча првенства од којих је чак четири из португалске репрезентације.
| Голман       | Одбрана                                       | Средина                                                   | Нападачи           |
| ------------ | --------------------------------------------- | --------------------------------------------------------- | ------------------ |
| Руи Патрисио | Жером Боатенг Јозуа Кимих Пепе Рафаел Гереиро | Арон Ремзи Џо Ален Тони Крос Антоан Гризман Димитри Пајет | Кристијано Роналдо |

#### Најбољи играч
Награда за играча првенства додељена је Антоану Гризману.

#### Најбољи млади играч
Награда за младог играча првенства, која је отворена за оне играче рођене после 1. јануара 1994. године, додељена је Ренату Саншесу.

#### Златна копачка
Златна копачка је припала Антоану Гризману који је постигао 6 голова.

### Новчане награде
Новчане награде су одређене у децембру 2015. Свака репрезентација је добила накнаду за учешће у износу од 8 милиона евра, а победник првенства може зарадити највише 27 милиона евра.
| Фаза такмичења      | Износ                                                | Бр. репрезентација |
| ------------------- | ---------------------------------------------------- | ------------------ |
| Учешће на првенству | 8 милиона евра                                       | 24                 |
| Групна фаза         | 1 милиона евра за победу 500.000 хиљада евра за реми | 24                 |
| Осмина финала       | 1.5 милиона евра                                     | 16                 |
| Четвртфинале        | 2.5 милиона евра                                     | 8                  |
| Полуфинале          | 4 милиона евра                                       | 4                  |
| Финалиста           | 5 милиона евра                                       | 1                  |
| Победник            | 8 милиона евра                                       | 1                  |

## Коначни пласман учесника
| Прво место Друго место Од 3. до 4. места | Од 5. до 8. места Од 9. до 16. места Од 17. до 24. места |

| Поз                         | Тим           | Г | ИГ | П | Н | И | ГД | ГП | ГР | Бод. |
| --------------------------- | ------------- | - | -- | - | - | - | -- | -- | -- | ---- |
| Финале                      |               |   |    |   |   |   |    |    |    |      |
| 1                           | Португал      | Ф | 7  | 3 | 4 | 0 | 9  | 5  | +4 | 13   |
| 2                           | Француска     | А | 7  | 5 | 1 | 1 | 13 | 5  | +8 | 16   |
| Елиминисани у полуфиналу    |               |   |    |   |   |   |    |    |    |      |
| 3                           | Велс          | Б | 6  | 4 | 0 | 2 | 10 | 6  | +4 | 12   |
| 4                           | Немачка       | Ц | 6  | 3 | 2 | 1 | 7  | 3  | +4 | 11   |
| Елиминисани у четвртфиналу  |               |   |    |   |   |   |    |    |    |      |
| 5                           | Италија       | Е | 5  | 3 | 1 | 1 | 6  | 2  | +4 | 10   |
| 6                           | Белгија       | Е | 5  | 3 | 0 | 2 | 9  | 5  | +4 | 9    |
| 7                           | Пољска        | Ц | 5  | 2 | 3 | 0 | 4  | 2  | +2 | 9    |
| 8                           | Исланд        | Ф | 5  | 2 | 2 | 1 | 8  | 9  | -1 | 8    |
| Елиминисани у осмини финала |               |   |    |   |   |   |    |    |    |      |
| 9                           | Хрватска      | Д | 4  | 2 | 1 | 1 | 5  | 4  | +1 | 7    |
| 10                          | Шпанија       | Д | 4  | 2 | 0 | 2 | 5  | 4  | +1 | 6    |
| 11                          | Швајцарска    | А | 4  | 1 | 3 | 0 | 3  | 2  | +1 | 6    |
| 12                          | Енглеска      | Б | 4  | 1 | 2 | 1 | 4  | 4  | 0  | 5    |
| 13                          | Мађарска      | Ф | 4  | 1 | 2 | 1 | 6  | 8  | -2 | 5    |
| 14                          | Ирска         | Е | 4  | 1 | 1 | 2 | 3  | 6  | -3 | 4    |
| 15                          | Словачка      | Б | 4  | 1 | 1 | 2 | 3  | 6  | -3 | 4    |
| 16                          | Северна Ирска | Ц | 4  | 1 | 0 | 3 | 2  | 3  | -1 | 3    |
| Елиминисани у групној фази  |               |   |    |   |   |   |    |    |    |      |
| 17                          | Турска        | Д | 3  | 1 | 0 | 2 | 2  | 4  | -2 | 3    |
| 18                          | Албанија      | А | 3  | 1 | 0 | 2 | 1  | 3  | -2 | 3    |
| 19                          | Румунија      | А | 3  | 0 | 1 | 2 | 2  | 4  | -2 | 1    |
| 20                          | Шведска       | Е | 3  | 0 | 1 | 2 | 1  | 3  | -2 | 1    |
| 21                          | Чешка         | Д | 3  | 0 | 1 | 2 | 2  | 5  | -3 | 1    |
| 22                          | Аустрија      | Ф | 3  | 0 | 1 | 2 | 1  | 4  | -3 | 1    |
| 23                          | Русија        | Б | 3  | 0 | 1 | 2 | 2  | 6  | -4 | 1    |
| 24                          | Украјина      | Ц | 3  | 0 | 0 | 3 | 0  | 5  | -5 | 0    |

## Симболи првенства

### Лого и слоган
Званични лого је представљен 26. јуна 2013. године на посебној свечаности у Павиљон камбон капучину у Паризу. Осмислила га је португалска агенција Брендија сентрал, која је такође створила лого и за претходни Еуро. Дизајн је заснован на теми: Славимо уметност фудбала (енгл. Celebrating the art of football). Лого приказује Европско првенство у фудбалу у плавим, белим и црвеним бојама француске заставе, окружено мешавином облика и линија који представљају различите уметничке покрете фудбалских елемената.
Званични слоган првенства је представљен 17. октобра 2013. године и гласи: Рандеву (фр. Le Rendez-Vous).

### Маскота
Маскота је представљена 18. новембра 2014. године, а на њој се налази дете у улози суперхероја. Име маскоте је Супер Виктор (енгл. Super Victor), а изабрала ју је јавност.